# Echipa națională de handbal feminin pentru junioare a României
Echipa feminină de handbal pentru junioare a României este echipa națională care reprezintă România în competițiile interțări oficiale sau amicale de handbal feminin pentru categoriile de vârstă sub 17 ani (U17) și sub 18 ani (U18).

## Palmares
Campionatul Mondial
- medalie de aur în 2014
- medalie de bronz în 2006

Campionatul European
- medalie de aur în 1999
- medalie de argint în 2005
- medalie de argint în 2003

## Rezultate
Conform paginii oficiale a Federației Române de Handbal:

### Rezultate la Campionatul Mondial
| An   | Poziție          |
| ---- | ---------------- |
| 2024 | locul 17         |
| 2022 | locul 14         |
| 2020 | ediție anulată   |
| 2018 | locul 9          |
| 2016 | locul 14         |
| 2014 | câștigătoare     |
| 2012 | locul 4          |
| 2010 | nu s-a calificat |
| 2008 | nu s-a calificat |
| 2006 | locul 3          |

#### Handbaliste în All-Star Team la Campionatele Mondiale
Nicoleta Dincă (cea mai bună extremă stânga, 2006), Cristina Neagu (cel mai bun inter stânga, 2006), Bianca Bazaliu (cel mai bun inter stânga, 2014), Cristina Laslo (cel mai bun centru, 2014), Lorena Ostase (cel mai bun pivot, 2014)

#### Cea mai bună jucătoare (MVP) la Campionatele Mondiale
Cristina Neagu (2006)

### Rezultate la Campionatele Europene
| An   | Poziție          |
| ---- | ---------------- |
| 2023 | locul 11         |
| 2021 | locul 7          |
| 2019 | locul 11         |
| 2017 | locul 7          |
| 2015 | locul 4          |
| 2013 | locul 6          |
| 2011 | locul 7          |
| 2009 | locul 10         |
| 2007 | locul 14         |
| 2005 | locul 2          |
| 2003 | locul 2          |
| 2001 | locul 11         |
| 1999 | Câștigătoare     |
| 1997 | locul 4          |
| 1994 | locul 4          |
| 1992 | nu s-a calificat |

#### Handbaliste în All-Star Team la Campionatele Europene
Ionela Gâlcă (cel mai bun pivot, 1999), Florentina Grecu (cel mai bun portar, 1999), Alexandra Cătineanu (cea mai bună extremă stânga, 2005), Cristina Neagu (cel mai bun inter stânga, 2007), Gabriela Perianu (cel mai bun inter stânga, 2011), Diana Ciucă (cel mai bun portar, 2017)

#### Cea mai bună jucătoare (MVP) la Campionatele Europene
Cristina Neagu (2005)

#### Cea mai bună marcatoare la Campionatele Europene
Sorina Tîrcă (2015, 55 de goluri)

## Echipa
Lotul oficial lărgit al echipei de junioare a României cuprinde 60 de handbaliste. Componența acestui lot poate fi consultată pe pagina oficială a Federației Române de Handbal.
Ultima componență cunoscută a echipei României într-o competiție oficială este cea de la Campionatul European din 2023, desfășurat în Muntenegru.
| Nr | Nume                | Post                | Înălțime | Greutate | Data nașterii      | MJ | GM | Echipă                                 |
| -- | ------------------- | ------------------- | -------- | -------- | ------------------ | -- | -- | -------------------------------------- |
| 01 | Andreea Pisiceanu   | Portar              | 1,81 m   | 73 kg    | 9 mai 2006         | 20 | 0  | CS Rapid București                     |
| 02 | Alexia Niță         | Extremă stânga      | 1,64 m   | 63 kg    | 21 martie 2007     | 22 | 60 | Liceul Teoretic „Liviu Rebreanu” Turda |
| 04 | Evelyn Márton       | Centru              | 1,71 m   | 64 kg    | 23 februarie 2006  | 8  | 18 | ACS Sepsi Sic Sfântu Gheorghe          |
| 05 | Alexandra Voicu     | Centru              | 1,65 m   | 59 kg    | 1 aprilie 2006     | 22 | 60 | CSM București II                       |
| 08 | Teodora Damian      | Centru              | 1,78 m   | 70 kg    | 9 decembrie 2006   | 25 | 50 | Liceul Teoretic „Liviu Rebreanu” Turda |
| 09 | Alexia Oprea        | Pivot               | 1,70 m   | 73 kg    | 28 iulie 2006      | 25 | 60 | SCM Râmnicu Vâlcea / CSȘ Caracal       |
| 10 | Gabriela Tulea      | Intermediar dreapta | 1,76 m   | 64 kg    | 8 noiembrie 2006   | 0  | 0  | CSU Știința București                  |
| 11 | Martina Stan        | Intermediar dreapta | 1,81 m   | 73 kg    | 28 mai 2007        | 15 | 20 | ACS Sepsi Sic Sfântu Gheorghe          |
| 12 | Ioana Niță          | Portar              | 1,84 m   | 81 kg    | 4 mai 2006         | 28 | 0  | CSM București II                       |
| 13 | Mioara Ciubotaru    | Intermediar stânga  | 1,82 m   | 78 kg    | 14 aprilie 2006    | 20 | 30 | CSM București II                       |
| 14 | Mălina Avădanei     | Intermediar dreapta | 1,79 m   | 72 kg    | 19 martie 2006     | 6  | 20 | CSM Corona Brașov                      |
| 15 | Maria Rogoz         | Extremă dreapta     | 1,66 m   | 59 kg    | 19 aprilie 2006    | 14 | 30 | CS Rapid București                     |
| 16 | Ana Totoescu        | Portar              | 1,79 m   | 78 kg    | 22 februarie 2007  | 7  | 0  | CSM Corona Brașov                      |
| 17 | Anamaria Șerban     | Intermediar stânga  | 1,83 m   | 74 kg    | 19 martie 2007     | 20 | 32 | CSM Corona Brașov                      |
| 19 | Denisa Constandache | Centru              | 1,71 m   | 70 kg    | 18 martie 2006     | 8  | 12 | ACS „Lucian Bute” Galați               |
| 24 | Maria Soroceanu     | Pivot               | 1,70 m   | 65 kg    | 24 ianuarie 2006   | 22 | 32 | CS Rapid București                     |
| 55 | Ana Maria Gavrilă   | Extremă dreapta     | 1,78 m   | 75 kg    | 16 septembrie 2006 | 22 | 50 | ACS „Lucian Bute” Galați               |
| 84 | Enrika Bodijar      | Intermediar stânga  | 1,76 m   | 66 kg    | 14 februarie 2006  | 18 | 34 | CS Rapid București                     |

#### Banca tehnică
| Oficial | Nume              | Post                 |
| ------- | ----------------- | -------------------- |
| A       | Marius Dănuleț    | Antrenor principal   |
| B       | Radu Cheregi      | Analist video        |
| C       | Cătălin Ghenea    | Kinetoterapeut       |
| D       | Steluța Luca      | Conducător delegație |
| E       | Ovidiu Mihăilă    |                      |
| F       | Mihaela Ciubotaru | Antrenor secund      |
| G       | Roxana Bumb       | Kinetoterapeut       |

### Componențe anterioare
| Nr | Nume             | Post            | Înălțime | Greutate | Data nașterii     | MJ | GM | Echipă                                        |
| -- | ---------------- | --------------- | -------- | -------- | ----------------- | -- | -- | --------------------------------------------- |
|    | Daria Andrei     | Portar          |          |          | 5 iunie 2004      |    |    | CSȘ Caracal / CNE Râmnicu Vâlcea              |
| 01 | Teodora Neagu    | Portar          |          |          | 15 octombrie 2004 |    |    | CSȘ 2 Baia Mare / CNOPJ Baia Mare             |
| 02 | Mihaela Mihai    | Extremă dreapta |          |          | 4 aprilie 2004    |    |    | CSM București II                              |
| 04 | Vanessa Predescu | Extremă stânga  |          |          | 5 februarie 2004  |    |    | HC Cîtu Timișoara / CNE Râmnicu Vâlcea        |
| 05 | Anamaria Grigore | Inter stânga    |          |          | 29 martie 2004    |    |    | ACS Sepsi Sic Sf. Gheorghe / CNE Sf. Gheorghe |
| 08 | Noémi Mezei      | Pivot           |          |          | 1 decembrie 2004  |    |    | LPS Banatul Timișoara / CNE Râmnicu Vâlcea    |
| 10 | Costinela Raicea | Extremă         |          |          | 13 martie 2005    |    |    | CSȘ Caracal / CNE Râmnicu Vâlcea              |
| 12 | Sabina Cojocaru  | Portar          |          |          | 20 octombrie 2004 |    |    | CS Rapid București                            |
| 14 | Karina Scutaru   | Inter dreapta   |          |          | 4 aprilie 2004    |    |    | CSM Bacău                                     |
| 17 | Medeea Iordan    | Inter stânga    |          |          | 28 decembrie 2004 |    |    | CSM Corona Brașov                             |
| 18 | Diana Lixăndroiu | Inter           |          |          | 14 august 2005    |    |    | LPS Slatina / CNE Râmnicu Vâlcea              |
| 22 | Rebecca Geamănu  | Pivot           |          |          | 12 iulie 2004     |    |    | CSM București II                              |
| 23 | Orsolya Mózes    | Extremă dreapta |          |          | 4 aprilie 2004    |    |    | Lic. Teoretic „Liviu Rebreanu” Turda          |
| 24 | Alisia Boiciuc   | Inter stânga    |          |          | 20 iulie 2005     |    |    | CSȘ 2 Baia Mare / CNOPJ Baia Mare             |
| 44 | Maria Groșan     | Inter stânga    |          |          | 19 aprilie 2004   |    |    | CSȘ 2 Baia Mare / CNOPJ Baia Mare             |
| 77 | Mariam Mohamed   | Extremă         |          |          | 4 aprilie 2004    |    |    | CSM București II                              |
| 88 | Lavinia Florea   | Centru          |          |          | 7 ianuarie 2004   |    |    | ACS Sepsi Sic Sf. Gheorghe / CNE Sf. Gheorghe |
|    | Sarah Kibédi     | Centru          |          |          | 14 ianuarie 2004  |    |    | Lic. Teoretic „Liviu Rebreanu” Turda          |

| Oficial | Nume           | Post                    |
| ------- | -------------- | ----------------------- |
| A       | Aurelian Roșca | Antrenor principal      |
| B       | Gheorghe Ionel | Antrenor secund         |
| C       | Ildiko Barbu   | Antrenor pentru portari |
| D       | Vlad Nițoi     | Maseur                  |
| E       | Radu Cheregi   | Analist video           |

## Componențele anterioare ale echipei de junioare a României
În mare parte, informațiile sunt preluate din enciclopedia de handbal intitulată „Istoria jocului”, întocmită de profesorul Constantin Popescu Pilică și disponibilă pe pagina oficială a Federației Române de Handbal.
Campionatul European din 1994 (locul 4)
Laura Dănălache, Elena Cocioară, Eszter Király, Elena Năpar, Ionela Boriț, Florentina Nicolescu, Maria Vișan, Irina Neagu, Teodora Griga, Oana Pandele, Carmen Amariei, Valeria Motogna, Petruța Albu, Liliana Tudorache, Anca Mihuț
Antrenori: Mircea Anton, Seviștean Popa
Campionatul European din 1997 (locul 4)
Anca Grosu, Gabriela Bobolinoiu, Talida Tolnai, Florica Preda, Mihaela Răceală, Aurelia Stoica, Roxana Gatzel, Cristina Vărzaru, Gabriela Tănase, Anișoara Durac, Ramona Maier, Valeria Motogna, Simona Popa, Irma Erdős, Ana-Maria Sandu, Ana-Maria Croitoru
Antrenori: Gheorghe Tadici, Seviștean Popa
Campionatul European din 1999 (locul 1)
Florentina Grecu, Tereza Tamaș, Gabriela Vasile, Ionela Gâlcă, Oana Chirilă, Amelia Busuioceanu, Cătălina Cioaric, Florentina Trăistaru, Simona Sârbu, Mihaela Nedelcu, Mihaela Urcan, Adriana Gontariu, Cristina Niculae, Cristina Dârjan, Diana Meiroșu
Antrenori: Aurelian Roșca, Marcel Șerban, Gabriela Turea
Campionatul European din 2001 (locul 11)
Amalia Săftoiu, Alida Mircea, Paula Teodorescu, Daniela Crap, Mihaela Ignat, Gabriela Genea, Elena Viscreanu, Adriana Nechita, Oana Herman, Daciana Curtean, Raluca Ivan, Cristina Strungaru, Roxana Aiacoboaie, Lavinia Dobromir, Călina Calu, Oana Manea
Antrenori: Mircea Bucă, Ioan Holban
Campionatul European din 2003 (locul 2)
Mirela Nichita, Simona Strungaru, Mihaela Smedescu, Oana Manea, Adina Meiroșu, Clara Vădineanu, Carmen Cartaș, Anca Amariei, Mirabela Toma, Ana Cozma, Andreea Dospin, Alina Moroianu, Mihaela Ivan, Carmen Gheorghe, Aurelia Cârstoaica
Antrenori: Mircea Anton, Costel Oprea
Campionatul European din 2005 (locul 2)
Viorica Șuba, Luana Șeitan, Cristina Sântămărean, Nicoleta Dincă, Cristina Neagu, Patricia Vizitiu, Adriana Țăcălie, Roxana Joldeș, Alexandra Cătineanu, Daniela Băbeanu, Roxana Rahnea, Aura Ivancu, Raluca Pușcaș, Mihaela Sandu, Daniela Brânzan, Aneta Pîrvuț
Antrenori: Gavril Kozma, Constantin Tosum
Campionatul Mondial din 2006 (locul 3)
Luana Șeitan, Cristina Sântămărean, Nicoleta Dincă, Cristina Neagu, Patricia Vizitiu, Roxana Rahnea-Niță, Aura Ivancu, Roxana Joldeș, Mihaela Teodorescu, Ana Maria Simion, Aneta Pîrvuț, Mihaela Sandu, Alexandra Ursachi, Diana Ciobotaru, Daniela Pop, Marcela Lupu
Antrenori: Gavril Kozma, Constantin Tosum
Campionatul European din 2007 (locul 14)
Elena Voicu (căpitan), Maria Neagoe, Mihaela Petrescu, Andreea Adespii, Irina Simion, Cristina Pop, Andreea Mărginean, Andreea Negoiță, Marcela Malac, Andreea Dincu, Loredana Sas, Raluca Anghelina, Alexandra Grindeanu, Cristina Nan, Bianca Chelaru, Rossana Lopătaru
Antrenori: Victor Dăbuleanu, Florica Gallovits
Campionatul European din 2009 (locul 10)
Andreea Arghir, Ana Maria Măzăreanu, Roxana Chirilă, Roxana Varga, Eliza Buceschi, Mădălina Toma, Florina Ciobanu, Ana Maria Apipie, Alexandra Păvălache (căpitan), Andreea Sabadac, Cristina Florica, Oana Bica, Anca Ion, Ștefania Florea, Ana Ciurariu, Réka Tamás
Antrenori: Maria Török-Duca, Ioan Belu
Campionatul European din 2011 (locul 7)
Denisa Dedu, Ana-Maria Inculeț, Lăcrămioara Stan, Andreea Pricopi, Ana Maria Tănăsie, Nicoleta Safta, Angela Ciucă, Alexandra Gavrilă, Camelia Carabulea, Laura Popa, Gabriela Perianu, Cristina Boian, Roxana Cârjan, Eliza Cicic, Mihaela Stoica, Mădălina Zamfirescu
Antrenori: Popa Seviștean
Campionatul Mondial din 2012 (locul 4)
Denisa Dedu, Ana-Maria Inculeț, Lăcrămioara Stan, Elena Șerban, Ana Maria Tănăsie, Alexandra Orșivischi, Andreea Pricopi, Claudia Constantinescu, Bianca Tiron, Gabriela Perianu, Mădălina Zamfirescu, Alexandra Gavrilă (căpitan), Nicoleta Safta, Roxana Cârjan, Angela Cioca, Laura Popa, Victoria Agape, Eliza Cicic
Antrenori: Popa Seviștean
Campionatul European din 2013 (locul 6)
Mădălina Ion, Isabela Roșca, Bianca Curmenț, Raluca Bontea, Alexandra Carașol, Alexandra Dindiligan, Iulia Andrei, Loredana Vârtic, Cristina Laslo (căpitan), Daniela Corban, Dana Abed Kader, Florentina Craiu, Alina Ilie, Anca Onicaș, Sonia Vasiliu, Adriana Voina
Antrenori: Constantin Dincă, Nicoleta Lazăr
Campionatul Mondial din 2014 (locul 1)
Mădălina Ion, Isabela Roșca, Alexandra Dindiligan, Alexandra Carașol, Iulia Andrei, Bianca Bazaliu, Cristina Laslo (căpitan), Daniela Corban, Dana Abed Kader, Florentina Craiu, Lorena Ostase, Oana Maria Bucă, Alina Ilie, Andreea Taivan, Sonia Vasiliu, Florența Ilie
Antrenori: Aurelian Roșca, Gavril Kozma
Campionatul European din 2015 (locul 4)
Elena Nagy, Daciana Hosu, Daria Bucur, Sorina Tîrcă, Alexandra Muntean, Claudia Lăcătuș, Teodora Popescu, Elena Verde, Alexandra Badea, Alexandra Banciu, Bianca Dinuț, Raluca Petruș, Ingrid Bodo, Cristina Crețu, Anișoara Șerban, Andreea Tecar
Antrenori: Mariana Târcă, Nadina Dumitru, Ildiko Barbu
Campionatul Mondial din 2016 (locul 14)
Elena Nagy, Daciana Hosu, Raluca Kelemen, Ana Maria Mihart, Cristina Crețu, Sorina Tîrcă, Alexandra Muntean, Raluca Petruș, Alexandra Banciu, Alexandra Severin, Claudia Lăcătuș, Teodora Popescu, Daria Bucur, Andreea Tecar, Alexandra Badea, Ana Maria Berbece
Antrenori: Mariana Târcă, Nadina Dumitru, Ildiko Barbu
Campionatul European din 2017 (locul 7)
Diana Ciucă, Andreea Chetraru, Denisa Vâlcan, Oana Căprar, Marina Ilie, Monica Bărăbaș, Andreea Târșoagă, Patricia Moraru, Ioana Bălăceanu, Andreea Popa, Iuliana Marin, Ștefania Jipa, Miruna Pica, Alicia Gogîrlă, Isabela Dragnea, Andra Moroianu
Antrenori: Ion Ivan, Marius Dănuleț, Ildiko Barbu
Campionatul Mondial din 2018 (locul 9)
Diana Ciucă, Andreea Chetraru, Éva Kerekes, Roberta Stamin, Marina Ilie, Ioana Bălăceanu, Andreea Târșoagă, Patricia Moraru, Diana Lăscăteu, Monica Bărăbaș, Andreea Popa, Denisa Vâlcan, Iuliana Marin, Ștefania Jipa, Miruna Pica, Adina Cace
Antrenori: Carmen Amariei, Cristian Preda, Ildiko Barbu
Campionatul European din 2019 (locul 11)
Sarah Darie, Sara Rus, Oana Borș, Amalia Coman, Alicia Gogîrlă, Valentina Ion, Carla Lăcătuș, Corina Lupei, Rebeca Necula, Nicoleta Petre, Andreea Prescură, Raluca Rădoi, Andreea Sandu, Ștefania Stoica, Andreea Țîrle, Bianca Voica
Antrenori: Carmen Buceschi, Mia Rădoi
Campionatul Mondial din 2020 (ediție anulată)
Campionatul European din 2021 (locul 7)
Diana Neagu, Daria Andrei, Sabina Cojocaru, Vanessa Predescu, Mariam Mohamed, Diana Lixăndroiu, Maria Groșan, Anamaria Grigore, Alisia Boiciuc, Lavinia Florea, Mihaela Mihai, Orsolya Mózes, Noémi Mezei, Costinela Raicea, Karina Scutaru, Medeea Iordan, Rebecca Geamănu, Sarah Kibédi
Antrenori: Larisa Olteanu, Adrian Olteanu
Campionatul Mondial din 2022 (locul 14)
Diana Neagu, Maria Demeter, Ioana Niță, Vanessa Predescu, Mariam Mohamed, Teodora Damian, Diana Lixăndroiu, Denisa Pavel, Maria Groșan, Anamaria Grigore, Alisia Boiciuc, Lavinia Florea, Valentina Lecu, Irina Maxim, Mihaela Mihai, Orsolya Mózes, Noémi Mezei, Cristina Danciu
Antrenori: Aurelian Roșca, Gheorghe Ionel